# Ulmo
Ulmo (afgeleid van het Valarin Ulubôz) is een van de Valar uit J.R.R. Tolkiens de Silmarillion.
Hij werd, samen met zijn broers en zusters, geschapen door Eru Ilúvatar, en hij is de Heer der Wateren. Zijn naam betekent hij die schenkt. Ulmo was de enige van de Valar die niet in Aman woonde, maar in zijn paleis Ulmonan op de bodem van Vai, de Omringende Zee. In de rangorde van de Valar komt hij na Manwë en Varda. Hij komt alleen op land voor belangrijke vergaderingen.
Ulmo stemde tegen Oromë's plan om de Elfen naar Valinor te halen, en verankerde uiteindelijk Tol Eressëa in de Baai van Eldamar, omdat de Teleri Midden-aarde niet geheel wilden verlaten. Na de Rebellie van de Noldor bleef Ulmo hen helpen, en hij was grotendeels verantwoordelijk voor de val van Morgoth: hij bracht Turgon naar Tumladen, zond Tuor naar Gondolin, waar Eärendil geboren werd, die later naar Valinor vertrok om de Valar over te halen om de elfen te helpen.